# Mimudea rubritinctalis
Mimudea rubritinctalis là một loài bướm đêm trong họ Crambidae.